# Pokémon Red & Blue
Pokémon Red (ポケットモンスター 赤, Poketto Monsutā Aka, „Pocket Monsters Red“), Pokémon Blue (ポケットモンスター 青, Poketto Monsutā Ao, „Pocket Monsters Blue“), vydané v Japonsku jako Pokémon Red a Pokémon Green (ポケットモンスター 緑, Poketto Monsutā Midori, „Pocket Monsters Green“), jsou prvními verzemi Pokémon RPG videoher. Nejdříve byly vydány pro konzole Game Boy v Japonsku v roce 1996 a později byly vydány ve zbytku světa v letech 1998 (Severní Amerika) a 1999 (Evropa, Austrálie). Speciální edice, Pokémon Yellow, byla vydána všude o rok později, než verze Red a Blue (Green). Tyto tři hry (Pokémon Red, Blue a Yellow), s hrou Pokémon Stadium tvoří první generaci Pokémon videoher. Verze Red a Blue byly také později inovovány pro Game Boy Advance a v roce 2004 byly vydány jako Pokémon FireRed & LeafGreen.
Verze Red a Blue jsou situovány do fiktivního světa Kanto, kde hráč hraje za postavu jménem Red a snaží se stát Mistrem Pokémonů. Obě verze hry jsou na sobě nezávislé, ale aby hráč získal všechny Pokémony, musí se Pokémoni vyměňovat mezi verzemi, z toho důvodu, že na každé verzi chybí několik Pokémonů.
První sága Pokémon anime (Kanto) je založena na osnovách těchto her.

## Umístění děje a příběh
Jak bylo již výše zmíněno, verze Red a Blue jsou situovány do fiktivního světa Kanto, vymyšleného podle japonského regionu Kantó. Je to jeden z více regionů světa Pokémonů. Další jsou například Johto, Hoenn, Sinnoh a další. Kanto obsahuje osm měst a dvě vesnice s různými geografickými vlastnostmi. Města a vesnice jsou navzájem propojena sítí cest. Některé oblasti jsou však přístupné až po získání určitého předmětu či pohybu. Například abyste mohli plout na moři a dosáhnout tak třeba lokace zvané Cinnabar Island, musí váš Pokémon umět pohyb Surf.
Hlavní postavou obou her je mladý chlapec, který žije v malé vesnici jménem Pallet Town. Na začátku hry si hráč vybírá jednoho ze tří Pokémonů - Bulbasaur, Charmander nebo Squirtle - jako svého startovního Pokémona od Profesora Oaka. Oakův vnuk, rival hlavní postavy, se také stal trenérem Pokémonů a v určitých částech hry se s hlavní postavou setkává a měří své síly.
Základním cílem hry je stát se nejlepším trenérem Pokémonů v Kantu. Toto se dá dosáhnout jak „výchovou“ Pokémonů, tak poražením osmi šampionů arén a získání odznaků jejich arén a nakonec poražením Elitní Čtyřky a jejího Šampiona. Během hry se bude také hráč muset vypořádávat s kriminální organizací jménem Rakeťáci a jejich vůdcem, tajemným Giovannim. Druhým cílem hry je chytit (popř. získat vývojem či výměnou) všech 151 Pokémonů a vyplnit tak celý Pokédex.
Hra je z pohledu třetí osoby, z ptačí perspektivy. Hráč přímo ovládá postavu a interaguje s okolím. Ve světě jsou různé zóny, kde může hráč narazit na divoké Pokémony. Jsou jimi například vysoká tráva, jeskyně, les a moře. Pokud se hráč náhodou setká s divokým Pokémonem, obrazovka přejde do módu „boj“, kdy se hráčův a divoký Pokémon střídají v útocích po kolech.
Hlavním aspektem těchto her (a téměř všech ostatních Pokémon videoher) je systém „levelování“ a zkušenostních bodů, podle kterého se Pokémon postupně vylepšuje a učí se nové útoky a pohyby.

## Možnosti propojení
Pokémon Red a Blue nabízejí možnost propojit obě hry zařízením Game Link Cable a vyměňovat tak Pokémony mezi verzemi. Také je zde možnost poměřit síly s kamarády utkáním s jejich Pokémony. Různé jazykové mutace hry však nejsou vzájemně kompatibilní.
Pokémon Red a Blue také může vyměňovat Pokémony s verzemi hry 2. generace - Pokémon Gold, Silver a Crystal. Je zde však několik omezení, protože verze Red a Blue nepodporují Pokémony 2. generace.
Také je možné vyměňovat Pokémony a věci za použití Transfer Paku s hrami Pokémon Stadium a Pokémon Stadium 2 pro Nintendo 64. Tyto hry ale nejsou dále kompatibilní s hrami vyšších generací.

## Přijetí
| Agregátor    | Skóre                  |
| ------------ | ---------------------- |
| GameRankings | 88 % (Red) 88 % (Blue) |

| Udělil         | Skóre         |
| -------------- | ------------- |
| AllGame        | (Blue)        |
| EGM            | 8,5/10        |
| Famicú         | 29/40         |
| GamePro        | 4,5/5         |
| GameSpot       | 8,8/10 (Blue) |
| IGN            | 10/10 (Red)   |
| Nintendo Power | 7,2/10        |

Hry Red a Blue trhaly prodejní rekordy po celém světě. V Japonsku se prodalo celkem 10,23 milionu kopií her Red, Blue a Green. V USA se prodalo 4,83 milionu kopií hry Red a 5,02 milionu kopií hry Blue.
I kritici přijali tyto hry výjimečně dobře, speciálně co se týče možnosti multiplayeru. Craig Harris z IGN ocenil hry známkou 10 z 10 a nechal se slyšet, že „I když dokončíte příběh, stále nemusíte mít všechny Pokémony. Ta výzva chytit je všechny je určitě hlavní devizou celé hry.“ GameSpot ocenil hry známkou 8,8 z 10 a hlavně vyzdvihl možnosti opětovného hraní - „Variabilita hry je prakticky neomezená, nemůžete ji dvakrát zahrát stejně.“

## Vývojářský tým
- Návrh postav: Ken Sugimori, Acuko Nišida
- Návrh pokémonů: Ken Sugimori, Acuko Nišida, Motofumi Fuziwara, Šigeki Morimoto, Satoši Ohta, Rena Jošikawa
- Parametric Design: Kodži Nišino, Takeo Nakamura
- Design mapy: Satoši Tadžiri, Kodži Nišino, Kendži Macušima, Fumihiro Nonomura, Rjosuke Taniguči
- Test: Akijoši Kakei, Kazuki Cušija, Takeo Nakamura, Masamicu Juda
- Speciální poděkování: Tacuja Hišida, Jasuhiro Sakai, Wataru Jamaguči, Kazujuki Jamamoto, Akihito Tomisawa, Hiroši Kawamoto, Tomomiči Oota